# Каменка (приток Медведицы)
Каменка — река в Рамешковском районе Тверской области России. Течёт преимущественно на юг. Устье реки находится в 142 км по левому берегу реки Медведица напротив посёлка Городковский. Длина реки составляет 33 км, площадь водосборного бассейна — 142 км².
В 12 км от устья справа в Каменку впадает Шуйка.

## Населённые пункты на реке
Исток реки находится у села Заклинье (с которым объединены бывшие деревни Малы и Большие Пупцы) одноимённого сельского поселения. Из пруда у этого села имеется сток как в Каменку, так и в реку Бережа, приток Мологи.
Ниже на правом берегу Каменки стоит деревня Алексеевское, а напротив неё деревня Перепечкино того же сельского поселения.
Дальше река протекает по территории сельского поселения Некрасово. Здесь по берегам реки стоят деревни Прислон, Каменка, Кузнецово, Быково, Прудово и Ошвино.
Устье реки находится на территории сельского поселения Застолбье. На левом берегу Каменки недалеко от устья стоит деревня Соколово.

## Данные водного реестра
По данным государственного водного реестра России относится к Верхневолжскому бассейновому округу, водохозяйственный участок реки — Волга от Иваньковского гидроузла до Угличского гидроузла (Угличское водохранилище), речной подбассейн реки — бассейны притоков (Верхней) Волги до Рыбинского водохранилища. Речной бассейн реки — (Верхняя) Волга до Куйбышевского водохранилища (без бассейна Оки).
Код объекта в государственном водном реестре — 08010100812110000003714.